# Saint-Aubin-des-Grois
Saint-Aubin-des-Grois är en kommun i departementet Orne i regionen Normandie i nordvästra Frankrike. Kommunen ligger i kantonen Nocé som tillhör arrondissementet Mortagne-au-Perche. År 2018 hade Saint-Aubin-des-Grois 58 invånare.

## Befolkningsutveckling
Antalet invånare i kommunen Saint-Aubin-des-Grois
| Referens: INSEE |